# Amentotaxus argotaenia
Amentotaxus argotaenia — вид хвойних рослин родини тисових.

## Поширення, екологія
Країни проживання: Китай (Чунцин, провінція Фуцзянь, Ганьсу, Гуандун, Гуансі, Гуйчжоу, Хубей, Хунань, Цзянсу, Цзянсі, Сичуань, Тибет); Гонконг; Лаос; В'єтнам. Зустрічається на вапняках, а також пісковиках, на сланцю або граніті, в ярах, на вершинах, схилах або скелях і в гірських лісах уздовж тінистих берегів струмків. Висотний діапазон знаходиться між 600 м і 1100 м над рівнем моря. Супутні дерева і чагарники змінюються в залежності від типів порід, в основному між вапняком і іншими породами. На вапняку, може рости разом з Pinus kwangtungensis, Nageia, Podocarpus neriifolius, Podocarpus pilgeri, Podocarpus macrophyllus, Taxus chinensis. На кислих типах порід росте з Amentotaxus yunnanensis, Cephalotaxus і листяними деревами і чагарниками (покритонасінними), такими як Magnolia, Quercus, і Rhododendron в гірській вічнозелених або напів-листяних лісах.

## Морфологія
Зазвичай зустрічається як невелике дерево або великий кущ у середньому шарі лісу. Кущ 2–7 м висотою, з розлогими гілками. Листки 3–11 см довжиною 6–11 мм шириною, шкірясті, прямі, з 2 білими жилковими смугами знизу, вершина гостра або тупа. Чоловічі стробіли розміщуються в групах по 1–3, 5-6 см довжиною, з 2–5 пилковими мішками. Жіночі шишки яйцюваті або дещо кулясті, світло-оливкові спершу, 2–2,5 см довжиною 1,3 см шириною. Насіння до 1,3 см довжиною.

## Використання
Деревина використовується для виготовлення знарядь праці, меблів і ремесел. Цей вид вирощують в Китаї і був завезений до Європи з Гонконгу як з привабливим листям чагарник, але тільки зростає в більш теплих регіонах. Цей (та інші) вид є рідкісним в садах через погану доступність в торгівлі плодоовочевою продукцією. У Китаї він використовується як рослина бонсай. Насіння має високий вміст олії і оточені дуже яскраво-червоною шкіркою. Недавні дослідження були зроблені для аналізу його потенціалу для протиракових препаратів, аналогічних тим, які містяться в Taxus.

## Загрози та охорона
Незважаючи на широке поширення вид знаходиться під загрозою у зв'язку з широким скороченням і погіршенням середовища проживання. Цей вид відомий з кількох охоронних територій.